# Aage Torgensen
Rasmus Aage Ejnar Torgensen (ur. 17 kwietnia 1900 w Aarhus zm. 28 maja 1932 tamże) – duński zapaśnik walczący w obu stylach. Dwukrotny olimpijczyk. Zajął szóste i ósme w Paryżu 1924 i szóste w Antwerpii 1920. Walczył w wadze piórkowej.
Srebrny medalista mistrzostw Europy w 1929. Uczestnik mistrzostw świata w 1922. Mistrz Danii w latach 1922-1925 i 1932.

## Letnie Igrzyska Olimpijskie 1920
| Konkurencja          | Rundy eliminacyjne      | Rundy eliminacyjne | Rundy eliminacyjne      | Klas. końcowa |
| Konkurencja          | 1/16                    | 1/8                | 1/4                     | Miejsce       |
| -------------------- | ----------------------- | ------------------ | ----------------------- | ------------- |
| 60 kg styl klasyczny | František Řezáč (CSK) Z | Némo Bovis (FRA) Z | Heikki Kähkönen (FIN) P | 6.            |

## Letnie Igrzyska Olimpijskie 1924
| Konkurencja          | Rundy eliminacyjne    | Rundy eliminacyjne       | Rundy eliminacyjne  | Rundy eliminacyjne          | Klas. końcowa |
| Konkurencja          | Przeciwnik I          | Przeciwnik II            | Przeciwnik III      | Przeciwnik IV               | Miejsce       |
| -------------------- | --------------------- | ------------------------ | ------------------- | --------------------------- | ------------- |
| 62 kg styl klasyczny | Kalle Anttila (FIN) P | Gerolamo Quaglia (ITA) Z | Osvald Käpp (EST) Z | Aleksanteri Toivola (FIN) P | 8.            |

| Konkurencja      | Rundy eliminacyjne       | Rundy eliminacyjne     | O brązowy medal         | Klas. końcowa |
| Konkurencja      | 1/8                      | 1/4                    | Przeciwnik I            | Miejsce       |
| ---------------- | ------------------------ | ---------------------- | ----------------------- | ------------- |
| 61 kg styl wolny | George MacKenzie (GBR) Z | Chester Newton (USA) P | Sigfrid Hansson (SWE) P | 6.            |